# Melanagromyza blanda
Melanagromyza blanda este o specie de muște din genul Melanagromyza, familia Agromyzidae, descrisă de Spencer în anul 1977. Conform Catalogue of Life specia Melanagromyza blanda nu are subspecii cunoscute.